# Grüner Sauerampferkäfer
Der Grüne Sauerampferkäfer (Gastrophysa viridula), auch Ampfer-Blattkäfer genannt, ist ein Käfer aus der Familie der Blattkäfer (Chrysomelidae).

## Merkmale
Der Grüne Sauerampferkäfer erreicht eine Körperlänge von vier bis sieben Millimetern. Weibchen werden dabei deutlich größer als Männchen. Der sehr glatte Körper und die Deckflügel schimmern metallisch in vielen Farben. Je nach Lichteinfall kann die Färbung von grün, blau, rot bis purpur und violett reichen. Der Abdomen ist bei den Weibchen deutlich größer und kann während der Paarungszeit und insbesondere vor der Eiablage aufgedunsen (leicht „physogastrisch“) sein. Abdomen, Halsschild und Kopf grenzen sich deutlich voneinander ab. Die Augen liegen beim Grünen Sauerampferkäfer vorn seitlich am Kopf. Die Fühler sind mittellang und weisen eine leicht gesägte Form auf. Die Beine schillern überwiegend grünlich und sind kräftig gebaut.

### Unterarten
- Gastrophysa viridula pennina (Weise, 1882) – Italien,[1] Schweiz, Tirol[2]
- Gastrophysa viridula viridula (De Geer, 1775)[3]

### Synonyme
- Gastroidea viridula (De Geer, 1775)

## Verbreitung
Der Grüne Sauerampferkäfer ist in weiten Teilen Mitteleuropas verbreitet. Im Osten reicht das Verbreitungsgebiet bis in den Kaukasus und stellenweise bis ins westliche Sibirien. Sie leben meist in Heidelandschaften, an Waldrändern und größeren Gärten. Er ist in der Regel an Ampfer (Rumex) zu finden.

## Lebensweise

### Ernährung
Die Käfer und ihre Larven ernähren sich phytophag vor allem von Ampferpflanzen und können bei massenhaftem Auftreten beträchtlichen Schaden an diesen Pflanzen anrichten. Käfer und Larven erzeugen in der Summe einen massiven Schabefraß mit anschließendem Lochfraß, der die Blätter deutlich, sogar bis zum Skelettierfraß perforiert und die Pflanze dadurch nicht nur optisch stark in Mitleidenschaft zieht.
Neben dem namensgebenden Sauerampfer und ähnlichen Rumex-Arten werden auch eine Vielzahl anderer Pflanzen befallen. Konkret sind Wirtspflanzen aus insgesamt 10 Familien beschrieben, beispielsweise Knöterichgewächse (Polygonaceae), Kreuzblütengewächse (Brassicaceae), Veilchengewächse (Violaceae) oder Raublattgewächse (Boraginaceae). Nicht auf allen Wirtspflanzen ist jedoch eine vollständige Larvenentwicklung bis zum Käfer möglich.

### Fortpflanzung

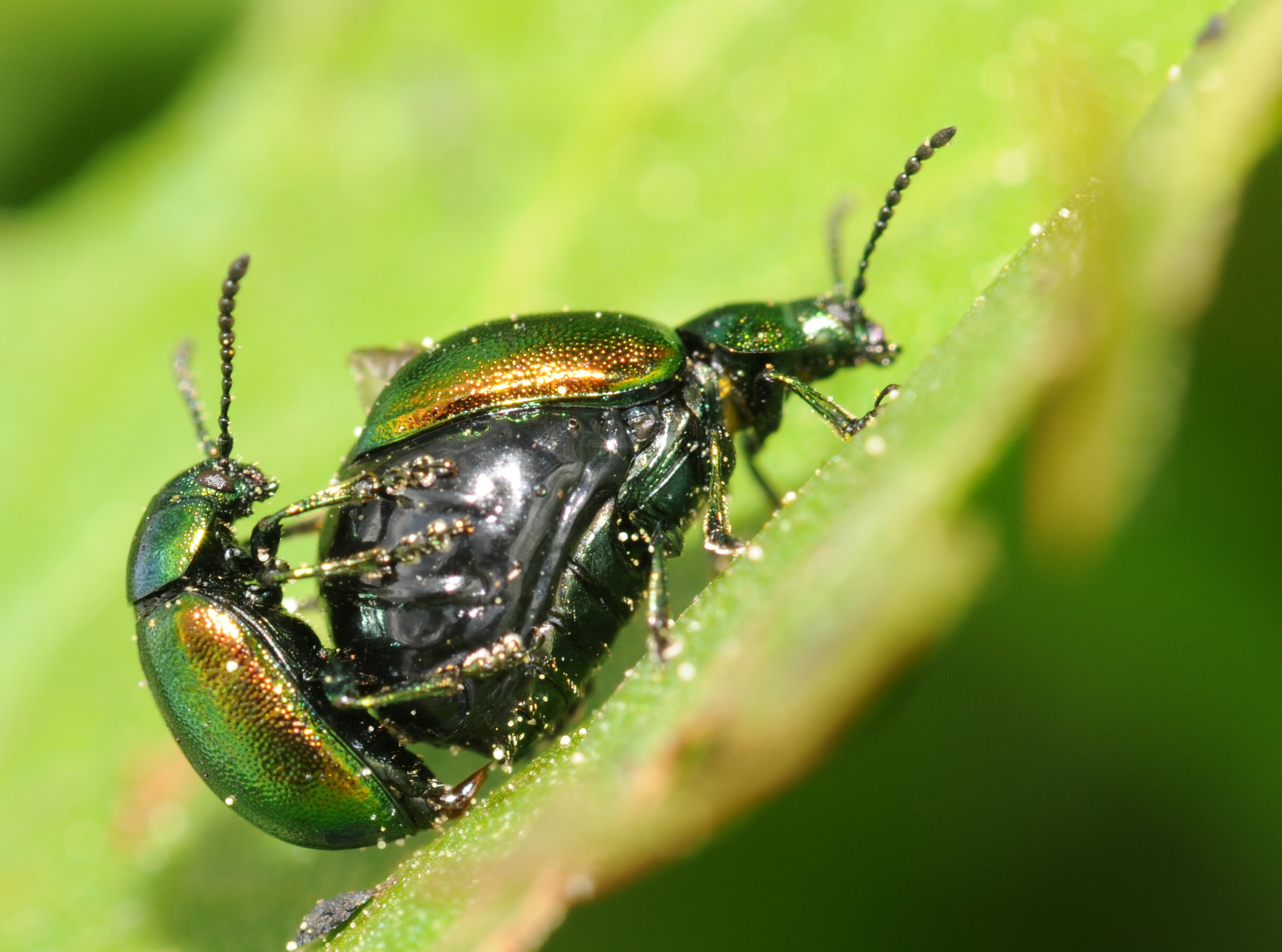
Paarung der Grünen Sauerampferkäfer

Die Paarungszeit erstreckt sich über das Frühjahr bis in den Herbst hinein. Meist kommt es zu drei Generationen, wobei die dritte Generation als Käfer überwintert. Nach erfolgreicher Befruchtung legt das Weibchen einige hundert Eier. Dabei werden die Eier, die eine gelbliche Färbung sowie eine ovale Form aufweisen, in Gelegen von etwa 30 bis 40 Stück an die Blattunterseite der Futterpflanzen abgelegt. Nach einigen Tagen schlüpfen die Larven, die eine gräuliche bis dunkelgraue Färbung aufweisen. Der segmentierte Körper ist auffallend pockig. Nach drei Larvenstadien graben sich die Larven zur Verpuppung wenige Zentimeter tief in den Boden, wo nach ein bis zwei Wochen die fertigen Käfer schlüpfen. Der Flugradius der geschlüpften Tiere ist gering, er beträgt meist weniger als zehn Meter. Die Käfer können von April bis Oktober angetroffen werden.